# Ясенський потік
Ясенський потік (словац. Jasenský potok) — річка в Словаччині; права притока Грону довжиною 17.6 км. Протікає в окрузі Брезно.
Витікає в масиві Низькі Татри на висоті 1480 метрів. Протікає територією сіл Ясеніє і Предайна.
Впадає у Грон на висоті 430 метрів.